# Glauco Servadei
Glauco Servadei (Forlì, 28 de julio de 1913 - Forlì, 27 de diciembre de 1968) fue un ciclista italiano que fue profesional entre 1936 y 1950. Durante estos años consiguió una veintena de victorias, entre ellas 6 etapas del Giro de Italia y dos del Tour de Francia.

## Palmarés
- 1931
  - 1º en el Giro de Emilia
- 1933
  - 1º en la Copa Ciutat de Asti
- 1934
  - 1º en la Coppa Caivano
- 1937
  - Vencedor de 2 etapas en el Giro de Italia
- 1938
  - Vencedor de 2 etapas en el Tour de Francia
- 1939
  - 1º en Lugo
  - 1º de velocidad al Giro de la Provincia de Turín, con Giordano Cottur
  - Vencedor de una etapa al Giro de Italia
- 1940
  - Vencedor de 3 etapas al Giro de Italia
- 1942
  - 1º en la Coppa Bernocchi
  - 1º en la Milán-Mantua
  - 1º en la Turín-Piacenza
  - 1º en la Copa Vall Scribia
  - 1º en la Copa Serafini
- 1943
  - 1º en el Giro de la Provincia de Milán, con Fiorenzo Magni y vencedor de la prueba de velocidad y de dúo
  - 1º en el Giro de Italia de la Guerra y del Gran Premio de Roma

### Resultado al Giro de Italia
- 1937. 14º de la clasificación general y vencedor de 2 etapas
- 1939. 13º de la clasificación general y vencedor de una etapa
- 1940. 22º de la clasificación general y vencedor de 3 etapas
- 1946. Abandona
- 1947. 23º de la clasificación general
- 1949. 48.º de la clasificación general

### Resultado al Tour de Francia
- 1937. Abandona (2ª etapa)
- 1938. 20º de la clasificación general y vencedor de 2 etapas